# HAARP (album)
HAARP – dwupłytowy album (CD+DVD) angielskiego zespołu rockowego Muse, wydane 17 marca 2008 roku. Zestaw składa się z relacji video i audio z dwóch koncertów grupy zagranych na Stadionie Wembley w czerwcu 2007 roku. DVD zawiera 20 utworów z 17 czerwca, natomiast na CD złożyło się 14 piosenek z pierwszego występu, który miał miejsce dzień wcześniej. 
Na rynek trafiła również specjalna wersja HAARP, zawierająca krótki dokument "za kulisami", a także pocztówki z wizerunkiem grupy.
Album wziął swoją nazwę od High Frequency Active Auroral Research Program – amerykańskiego programu wojskowych badań naukowych, mającego na celu analizę właściwości i zachowań zachodzących w jonosferze, z którym związanych jest wiele teorii spiskowych. Wokalista Muse Matthew Bellamy jest znany ze swoich zainteresowań m.in. właśnie globalną konspiracją, co w znaczny sposób wpłynęło na twórczość zespołu.
W tygodniu poprzedzającym premierę koncert można było zobaczyć w wybranych kinach w Wielkiej Brytanii, Francji i Australii, a po premierze amerykańskiej (1 kwietnia 2008 roku) także w USA. Promocyjne pokazy odbyły się w systemie 5.1 oraz jakości high definition.
Grupa promowała CD/DVD w internecie. Klip z utworem "Unintended" zagranym na Wembley został 
umieszczony na oficjalnej stronie Muse 24 grudnia 2007 roku jako prezent świąteczny dla fanów. Z kolei od 11 stycznia 2008 roku na ministronie pod adresem he-3.mu publikowano krótkie fragmenty piosenek, które znalazły się na DVD. W formie kopert udostępniono sześć kawałków - "Knights of Cydonia", "Supermassive Black Hole", "Feeling Good", "New Born", "Blackout" oraz riff po "Stockholm Syndrome". Ostatni klip ukazał się w dniu premiery, 17 marca 2008 roku. W międzyczasie do stacji radiowych i telewizyjnych trafiła pełna wersja "Feeling Good", jednak zespół nie promował jej za pomocą swojej strony internetowej.

## Lista utworów

### CD
1. Intro
2. Knights of Cydonia
3. Hysteria
4. Supermassive Black Hole
5. Map of the Problematique
6. Butterflies and Hurricanes
7. Invincible
8. Starlight
9. Time Is Running Out
10. New Born
11. Unintended
12. Micro Cuts
13. Stockholm Syndrome
14. Take a Bow
15. City of Delusion (dostępne tylko przez iTunes)

### DVD
1. Intro
2. Knights of Cydonia
3. Hysteria
4. Supermassive Black Hole
5. Map of the Problematique
6. Butterflies and Hurricanes
7. Hoodoo
8. Apocalypse Please
9. Feeling Good
10. Invincible
11. Starlight
12. Improvisation
13. Time Is Running Out
14. New Born
15. Soldier's Poem
16. Unintended
17. Blackout
18. Plug In Baby
19. Stockholm Syndrome
20. Take a Bow[12]

## Twórcy
- Matthew Bellamy - śpiew, gitara elektryczna/akustyczna, piano
- Christopher Wolstenholme - gitara basowa, wokal wspierający, gitara elektryczna w "Hoodoo"
- Dominic Howard - perkusja, wokal wspierający w "Supermassive Black Hole", automat perkusyjny w "Take a Bow"
- Morgan Nicholls - keyboard, syntezator, wokal wspierający, gitara basowa w "Hoodoo", cabasa w "Supermassive Black Hole", ksylofon w "Soldier's Poem"
- Dan Newell - trąbka w "Knights of Cydonia" i "City of Delusion"

## Notowania
| Rok  | Kraj            | Pozycja |
| ---- | --------------- | ------- |
| 2008 | Wielka Brytania | 2       |
| 2008 | Norwegia        | 2       |
| 2008 | Nowa Zelandia   | 2       |
| 2008 | Francja         | 3       |
| 2008 | Belgia          | 3       |
| 2008 | Holandia        | 4       |
| 2008 | Włochy          | 5       |
| 2008 | Irlandia        | 5       |
| 2008 | Szwajcaria      | 6       |
| 2008 | Finlandia       | 9       |
| 2008 | Portugalia      | 10      |
| 2008 | Dania           | 12      |
| 2008 | Grecja          | 15      |
| 2008 | Austria         | 21      |
| 2008 | Hiszpania       | 24      |
| 2008 | Niemcy          | 27      |
| 2008 | Szwecja         | 36      |
| 2008 | Meksyk          | 42      |
| 2008 | USA             | 46      |